# Dean Butler (Hockeyspieler)
Dean William Butler (* 26. Januar 1977 in Warwick, Queensland) ist ein ehemaliger australischer Hockeyspieler, der mit der australischen Hockeynationalmannschaft 2004 Olympiasieger war. 2002 und 2006 siegte er bei den Commonwealth Games und gewann Silber bei den Weltmeisterschaften.

## Sportliche Karriere
Der Verteidiger Dean Butler absolvierte 203 Länderspiele für Australien, in denen er 14 Tore erzielte.
Butler spielte bereits bei der Champions Trophy der Herren 1998 in der australischen Nationalmannschaft. Sein erstes großes internationales Turnier war aber die Weltmeisterschaft 2002 in Kuala Lumpur. Die Australier gewannen ihre Vorrundengruppe mit sieben Siegen in sieben Spielen und bezwangen im Halbfinale die Niederländer mit 4:1. Im Finale unterlagen sie der deutschen Mannschaft mit 1:2. Fünf Monate später fanden in Manchester die Commonwealth Games statt, hier gewannen die Australier im Finale mit 5:2 über die Neuseeländer.
Bei den Olympischen Spielen 2004 in Athen belegten die Australier in der Vorrunde den zweiten Platz hinter den Niederländern, im direkten Duell unterlagen die Australier mit 1:2. Im Halbfinale besiegten die Australier die spanische Mannschaft mit 6:3. Im Finale trafen die Australier wieder auf die niederländische Mannschaft und gewannen mit 2:1 in der Verlängerung durch Sudden Death. Zwei Jahre danach bei den Commonwealth Games in Melbourne besiegten die Australier im Finale die pakistanische Mannschaft mit 3:0. Im gleichen Jahr nahm Deann Butler an der Weltmeisterschaft 2006 in Mönchengladbach teil. Die Australier gewannen ihre Vorrundengruppe vor den Spaniern und bezwangen im Halbfinale die Südkoreaner mit 4:2. Im Finale unterlagen sie den Deutschen mit 3:4.
Dean Butler spielte für die Queensland Blades in Brisbane.